# 郑州公交G9路
郑州公交G9路是郑州市内一条公共汽车线路，前身为开通于1958年的9路，由郑州公交集团第二运营公司运营。G9路由花园口村公交站至航海路秦岭路，途径花园路商圈、紫荆山、二七广场和绿城广场等郑州市内的主要繁华区域，为连接郑州市北部城区和西部城区的主干公交线路。
9路在2002年被授予“民兵号”线路的称号，其公交车长中，大部分都是退伍军人。

## 线路历史

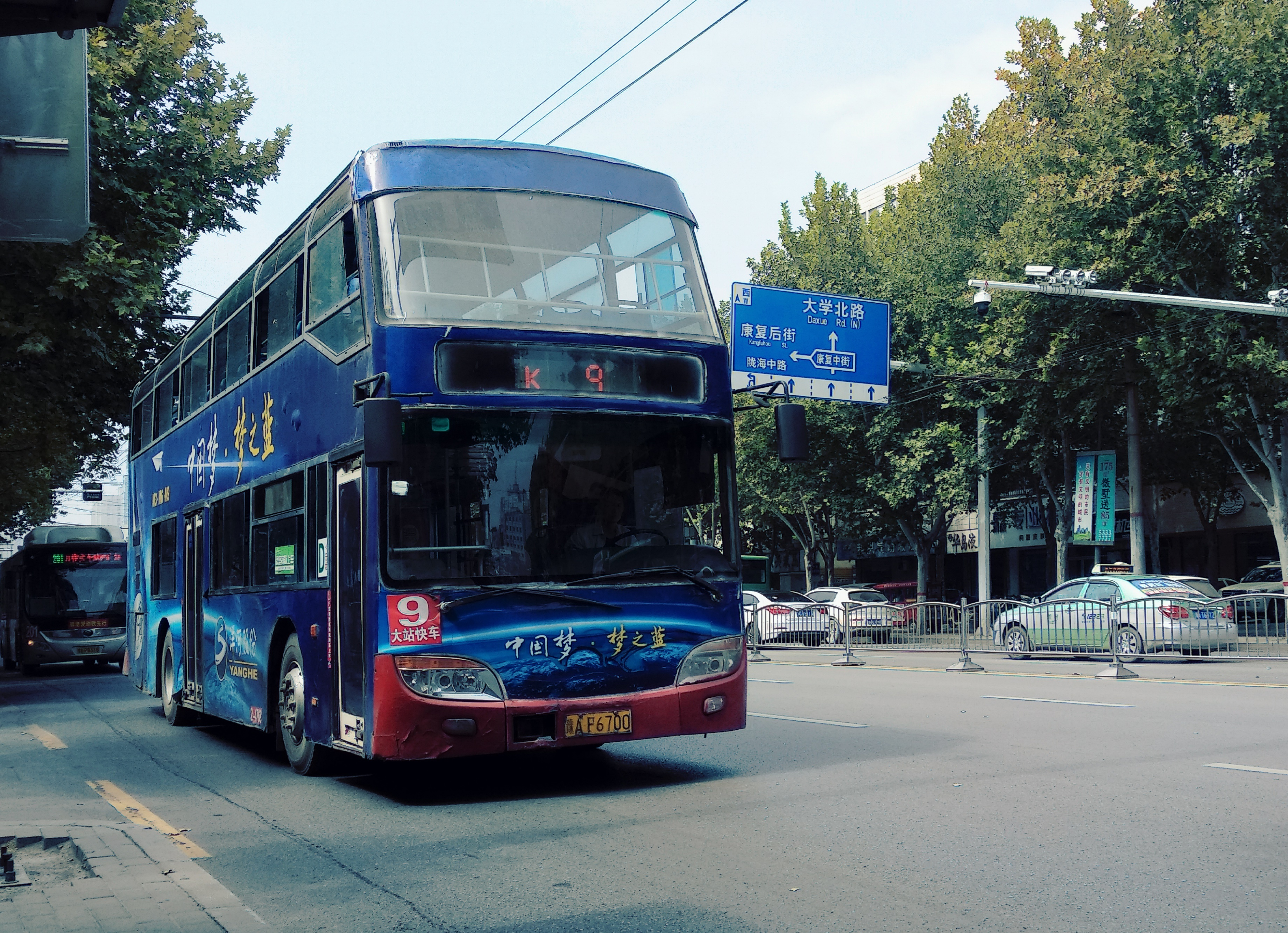
曾运行于9路大站快车的金陵JLY6110SB3型双层巴士于中原东路，现已退役

1958年（亦有文献记载是1959年11月），9路开通，路线自花园路经人民路、西太康路、大石桥、建设路、嵩山路、中原路、伏牛路至周新庄，全长11.9公里。
1982年，郑州公交线路大调整，9路北端调整为自关虎屯发车。1990年时，本线路线为关虎屯-市电台，途经花园路、人民路、中原路、大学路、建设路、嵩山路、工人路。1996年9月26日，9路成为郑州市第一条无人售票公交线路，配车更换为京华BK6980CF型客车。1998年，郑州公交引进10辆上海牌SK6115型空调公交车，并配属9路（空调车称“特9路”）。2002年1月15日，9路配车更换为43台亚星JS6100型前置发动机客车。2004年11月18日，9路北端终点站向北延伸至北三环以北，路线为北环汽配装饰广场-郑州图书城，长14.8公里。
2005年7月，郑州公交开始大量引进空调车，7月19日开通了行驶线路与9路大致相近，只对始末站和局部线路进行了调整的全空调车线路K9路。K9路于2012年12月调整为现时的900路。2007年9月6日，开辟走向与本线路相近但停站更少的全空调车线路K909路（后改为909路）。
2009年11月26日，9路北端终点站再次向北延伸至花园路刘庄。2016年10月21日，本线路进行调整，西南端终点站由陇海路西三环调整至航海路秦岭路，行车线路上不再经过大学路、建设路、嵩山路、陇海路，调整后线路走向：花园路、人民路（上行：解放路、福寿街）（下行：正兴街）、中原路、桐柏路、航海路。同时新开9路大站快车，撤停909路。2019年5月26日，为配合郑州地铁5号线开通，9路改用大站快车运营模式，沿线保留19个站位，运力不减，充分利用沿途绿波带提高运营速度和效率，经过实测运营速度将会提升15%—20%，线路其它信息不变。同时撤停原9路大站快车。
2023年10月26日，9路被提升为高频骨干线路，线路编号变更为G9路，同时向北延伸至花园口村公交站，取代了原32路的北段线路。

## 线路基本资料

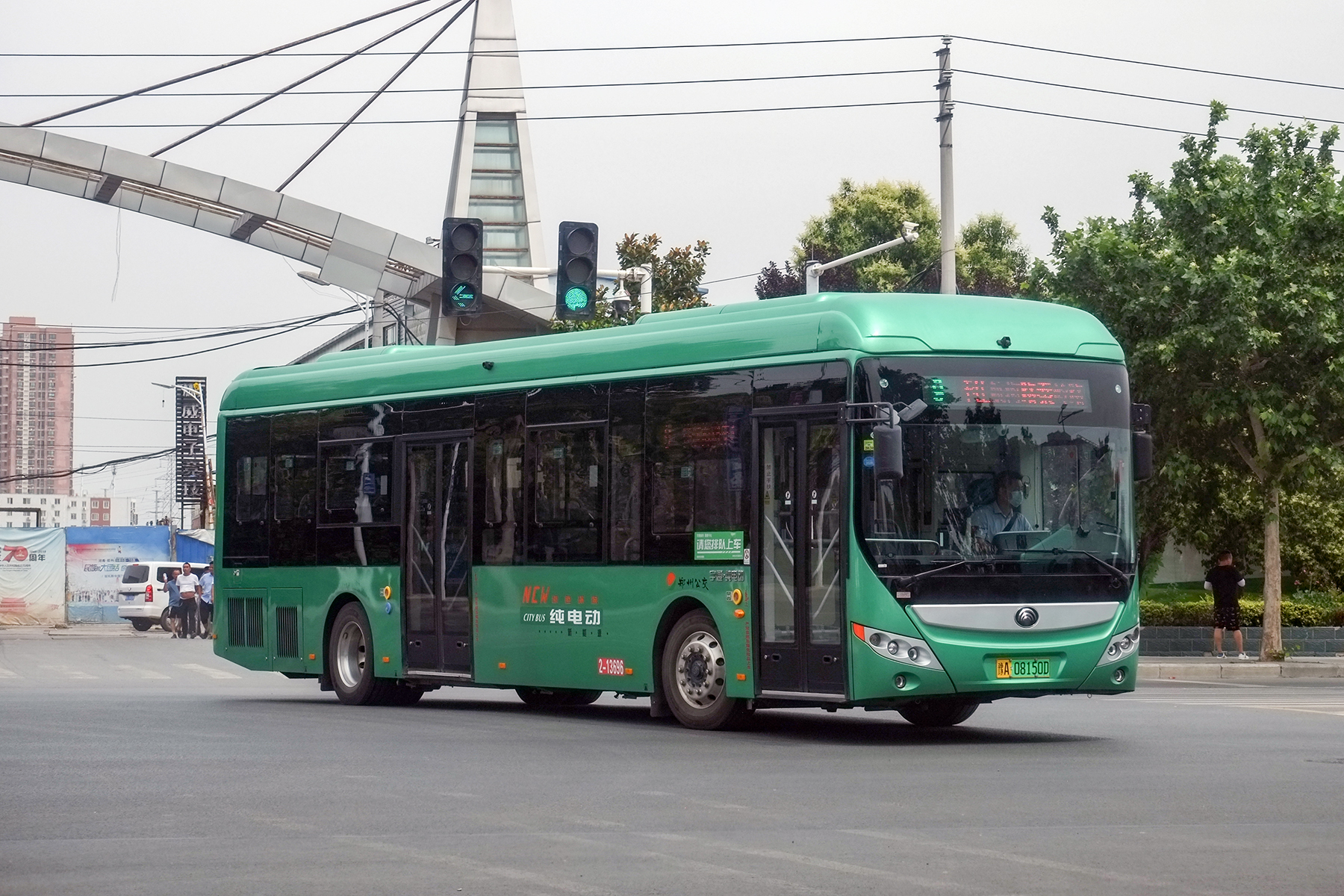
运行于9路的宇通E12型纯电动客车驶出花园路刘庄总站

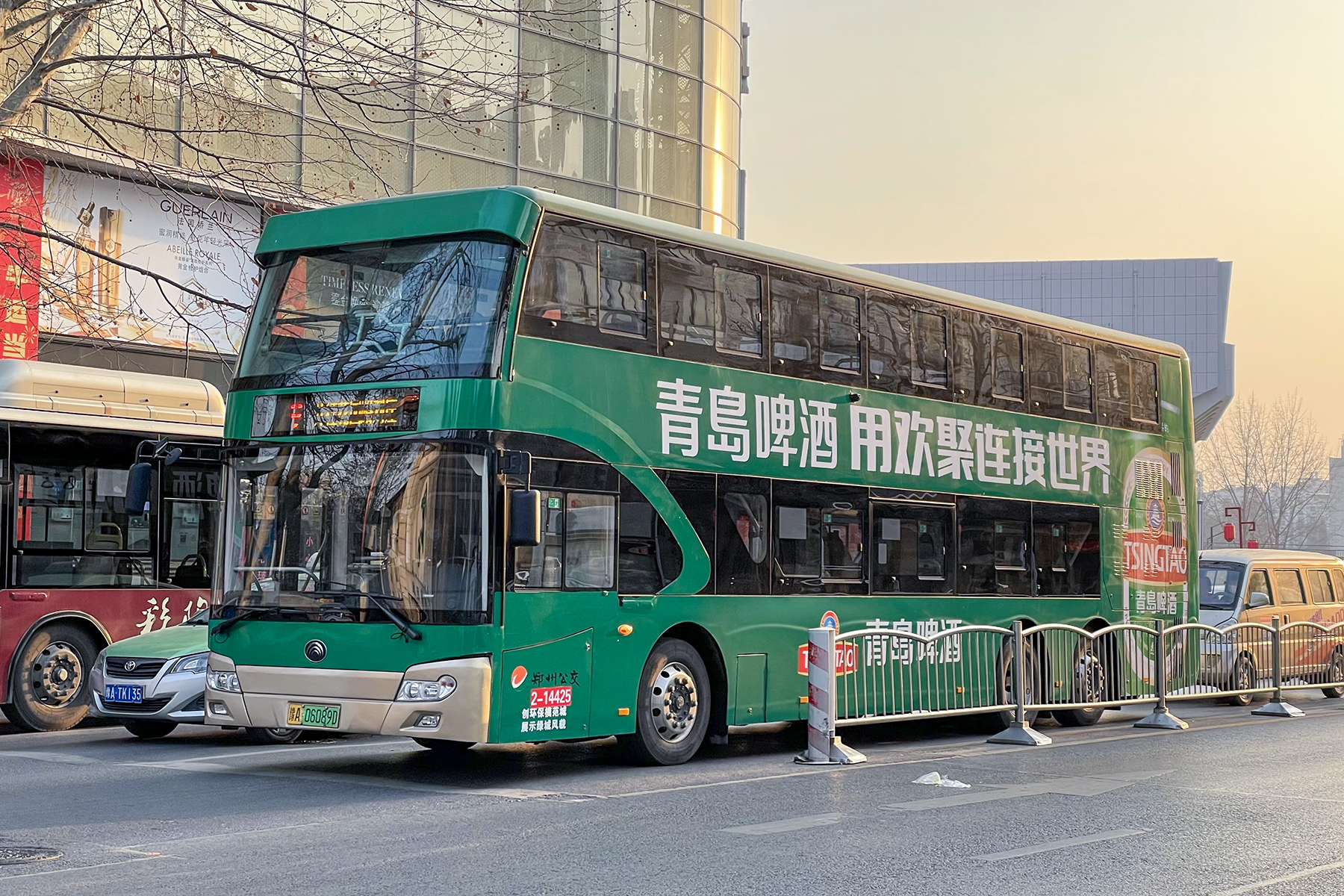
运行于9路的宇通E12DD型纯电动双层巴士于人民路

### 线路走向
- 下行：花园口村公交站→航海路秦岭路
  - 自花园口村公交站起，经花溪路、黄河大堤路、花园口老街、101省道、花园北路、花园路、人民路、解放路、福寿街、中原东路、中原中路、桐柏南路、航海西路，至航海路秦岭路止。
- 上行：航海路秦岭路→花园口村公交站
  - 自航海路秦岭路起，经航海西路、桐柏南路、中原中路、中原东路、正兴街、人民路、花园路、花园北路、101省道、花园口老街、黄河大堤路、花溪路，至花园口村公交站止。

### 服务时间
- 花园口村公交站：06:00～21:00
- 航海路秦岭路：06:00～21:00

### 收费
- 全程单价RMB¥1，无人售票，支持绿城通（普通储值卡8折，成人月票5折，学生月票2.5折，老年卡免费）、微信/支付宝乘车码及银联云闪付。

### 与郑州地铁的换乘
- █ 1号线：紫荆山、人民路、二七广场、医学院、绿城广场
- █ 2号线：金达路、刘庄、柳林、沙门、北三环、东风路、关虎屯、紫荆山
- █ 3号线：二七广场
- █ 4号线：沙门
- █ 5号线：黄河路、市中心医院、陇海西路、桐淮
- █ 10号线：绿城广场、市中心医院

### 停站
G9路各停靠站点如下表所示：
| 下行站序 | 上行站序 | 站名           | 所在道路   | 轨交换乘                                               | 周边地点                                                 |
| 1        | 49       | 花园口村公交站 | 花溪路     |                                                        |                                                          |
| 2        | 48       | 花园口花溪路   | 花溪路     |                                                        |                                                          |
| 3        | 47       | 花园口游览区   | 花园口老街 | 花园口游览区、郑州黄河国家湿地公园                     |                                                          |
| 2        | 46       | 花园口中街     | 花园口老街 | 惠金黄河河务局、河南风湿病医院                         |                                                          |
| 5        | 45       | 花园口社区     | 花园口老街 | 花园口村社区                                           |                                                          |
| 6        | 44       | 花园口村委会   | 花园口老街 | 花园口小学                                             |                                                          |
| 7        | 43       | 花园路索须河   | 101省道    | 中部两岸海鲜港                                         |                                                          |
| 8        | 42       | 花园口公交站   | 花园北路   |                                                        |                                                          |
| 9        | 41       | 花园路金桥路   | 花园北路   | 花园口镇政府                                           |                                                          |
| 10       | 40       | 花园路迎宾路   | 花园北路   | 黄河博物馆、永威迎宾府、甲六院                         |                                                          |
| 11       | 39       | 花园路开元路   | 花园北路   | 河南汽车贸易中心                                       |                                                          |
| 12       | -        | 花园路金达路   | 花园北路   | 2 金达路                                               | 惠达金苑                                                 |
| 13       | 38       | 花园路英才街   | 花园北路   |                                                        | 郑州天地丽笙酒店、盈家水岸                               |
| 14       | 37       | 花园路杓袁     | 花园北路   | 保利海德公园、保利缦城和颂                             |                                                          |
| 15       | 36       | 汽车客运北站   | 花园北路   | 2 刘庄                                                 | 郑州客运北站、河南电视台8号演播厅                        |
| 16       | 35       | 刘庄公交站     | 花园北路   |                                                        | 兴亚魏河花园                                             |
| 17       | 34       | 花园路宏祥路   | 花园北路   | 鹿港小镇                                               |                                                          |
| 18       | 33       | 花园路柳东路   | 花园北路   | 花半里                                                 |                                                          |
| 19       | 32       | 花园路三全路   | 花园北路   | 2 柳林                                                 | 花半里、花园茶城                                         |
| 20       | 31       | 花园路沙门     | 花园北路   |                                                        | 河南省林业调查规划院                                     |
| 21       | 30       | 花园路国基路   | 花园北路   | 24 沙门                                                | 黄河建工集团、居易国际广场                               |
| 22       | 29       | 花园路水科路   | 花园北路   |                                                        | 汽配大世界、郑州市第七十六中学                           |
| 23       | 28       | 省广播电视中心 | 花园路     | 2 北三环                                               | 河南广播电视台、信息大厦                                 |
| 24       | 27       | 花园路鑫苑路   | 花园路     |                                                        | 河南水利与环境职业学院、融元广场                         |
| 25       | 26       | 花园路农科路   | 花园路     | 2 东风路                                               | 正弘城、建业凯旋广场、郑州万达中心                       |
| 26       | 25       | 郑州市动物园   | 花园路     | 2 关虎屯                                               | 郑州市动物园、河南省农业科学院                           |
| 27       | -        | 花园路关虎屯   | 花园路     |                                                        | 新田360广场国贸店、丹尼斯百货花园店、保险大厦            |
| 28       | 24       | 花园路丰产路   | 花园路     | 新世纪大厦、河南省科学院生物研究所、河南省科技信息大厦 |                                                          |
| 29       | 23       | 花园路红专路   | 花园路     | 邮政大厦、东盛国际、河南省市场监督管理局               |                                                          |
| 30       | 22       | 花园路黄河路   | 花园路     | 25 黄河路                                              | 河南通信设计院、河南省粮食和物资储备局                   |
| 31       | 21       | 花园路口       | 花园路     |                                                        | 中国建设银行河南省分行、正道花园百货                     |
| 32       | 20       | 紫荆山人民路   | 人民路     | 12 紫荆山                                              | 河南省人民会堂、紫荆山公园、人民广场、河南饭店           |
| 33       | 19       | 河南中医一附院 | 人民路     | 1 人民路                                               | 河南中医药大学第一附属医院、丹尼斯百货人民店、郑州体育馆 |
| -        | 18       | 二七广场人民路 | 人民路     | 13 二七广场                                            | 鸿成光彩、家饰佳生活广场                                 |
| 34       | -        | 解放路民主路   | 解放路     | 13 二七广场                                            | 郑州华润万象城、正弘凯宾城、汇港新城                     |
| 35       | 17       | 中原路京广路   | 中原东路   |                                                        | 郑州市第四中学、郑州市第一零六中学                       |
| 36       | 16       | 中原路大学路   | 中原东路   | 1 医学院                                               | 郑州大学医学院、交通大厦                                 |
| 37       | 15       | 中原路大学路西 | 中原东路   | 1 医学院                                               | 二七区外国语小学                                         |
| 38       | 14       | 郑州大学       | 中原东路   |                                                        | 郑州大学南校区                                           |
| 39       | 13       | 绿城广场       | 中原东路   | 110 绿城广场                                           | 绿城广场、碧沙岗公园、郑州市青少年宫                     |
| 40       | 12       | 市委           | 中原中路   |                                                        | 郑州市人民政府、郑州市人大、裕达国贸                     |
| 41       | 11       | 中原路工人路   | 中原中路   | 河南省电力勘测设计院、西郊宾馆                         |                                                          |
| -        | 10       | 中原路桐柏路   | 中原中路   | 510 市中心医院                                         | 中原区人民政府、中原工学院中原校区                       |
| 42       | -        | 桐柏路中原路   | 桐柏南路   | 510 市中心医院                                         | 中原区人民政府、中原工学院中原校区                       |
| 43       | 9        | 绿东村         | 桐柏南路   |                                                        | 绿东村、郑州科技大厦                                     |
| 44       | 8        | 市一中         | 桐柏南路   | 郑州市桐柏一中                                         |                                                          |
| 45       | 7        | 桐柏路陇海路   | 桐柏南路   | 5 陇海西路                                             | 升龙金中环、凯旋门、中原区图书馆                         |
| 46       | 6        | 桐柏路汝河路   | 桐柏南路   |                                                        | 汝河小区、桐淮小区                                       |
| 47       | 5        | 桐柏路淮河路   | 桐柏南路   | 5 桐淮                                                 | 淮河路小学                                               |
| 48       | 4        | 市农业局       | 桐柏南路   |                                                        | 金桐花园、龙源新城                                       |
| 49       | 3        | 桐柏路航海路   | 桐柏南路   | 望湖丽阳、启福国际                                     |                                                          |
| 50       | 2        | 航海路航淮二街 | 航海西路   | 万科民安星辰、郑州市第七十三中学                       |                                                          |
| 51       | 1        | 航海路秦岭路   | 航海西路   | 聚龙花园、金苑小区                                     |                                                          |